# Deutsche Film AG
La Deutsche Film AG (DEFA) est l'ancien studio et centre de production cinématographique public de la République démocratique allemande, fondé en 1946 et dissous en tant que monopole d'État à partir de 1990, au moment de la réunification allemande.

## Histoire
Très vite après la fin de la guerre, les autorités soviétiques entreprennent de relancer la production cinématographique dans leur zone d'occupation dans l'est de l'Allemagne, notamment comme support de propagande dans le cadre de la dénazification. La DEFA est fondée en 1946 et reprend à son compte les ateliers de l'Universum Film AG (UFA) dans le quartier de Babelsberg à Potsdam. En 1950, peu après la fondation de la République démocratique allemande, l'entreprise devient propriété de l'État est-allemand puis est réorganisée en plusieurs Volkseigener Betrieb (VEB).
En 1992, une partie des actifs de la DEFA est rachetée par une filiale de la Compagnie générale des eaux, puis revendus à Bertelsmann en 2004, à travers un montage financier.

## Production
De 1946 à 1990, la DEFA a produit environ 850 longs-métrages, 820 films d'animation et 5 800 films documentaires et courts-métrages. Elle a aussi réalisé le doublage d'environ 4 000 films. L'ensemble de cette production était distribué par PROGRESS (en), un monopôle d'État fondé en 1950 et qui, depuis après la réunification, en 2019, se charge de la diffusion de toutes ces archives.

## Principaux cinéastes

### Fiction
- Wolfgang Staudte
- Kurt Maetzig
- Konrad Wolf
- Wolfgang Kohlhaase
- Herrmann Zschoche
- Egon Günther
- Heiner Carow
- Roland Gräf
- Lothar Warneke

### Documentaire
- Andrew et Annelie Thorndike
- Jürgen Böttcher
- Volker Koepp
- Walter Heynowski
- Gerhard Scheumann
- Helke Misselwitz
- Winfried Junge